# بانوگشسب
بانو گُشَسْب یا بانو گشسپ از شخصیتهای حماسی ایرانیان است که در بانوگشسب‌نامه حضور دارد. او دختر رستم و همسر گیو و مادر بیژن است. وی از زنان جنگاور و پهلوان است. مادر بانوگشسپ خالهٔ کی‌قباد است و به روایتی گلندام نام دارد.
وی یکی از بانوان پهلوان ایران زمین است که منظومه‌ای به همین نام یعنی منظومهٔ بانوگُشَسب‌نامه یا بانوگشسپ‌نامه برای ایشان سروده شده و یکی از حماسه‌های ملی ایران محسوب می‌شود. بانو گشسب خواستگاران فراوانی داشت که هر کدام از این خواستگاران پهلوان بوده‌اند و هر کدام ماجرایی داشته‌اند. نامهای این پهلوانان در زیر آمده‌است. سرانجام برادر رهام یعنی گیو موفق می‌شود با بانو گشسب ازدواج کند.
رستم دختری دیگری نیز (از خالهٔ کی‌قباد) به نام زربانو دارد.

## بانو گشسب در طومار شاهنامه
نام بانو گشسب در شاهنامه فردوسی نیامده‌است ولی در طومار شاهنامه به گشسب بانو و کارهای او اشاره زیادی رفته‌است. بانو گشسپ طبق طومارها بعد از فرامرز به دنیا آمد ولی از سهراب بزرگتر بود. اشاره شده‌است که او در لشکر کشی سهراب به ایران با سهراب جنگید و دست او را شکست ولی پیران ویسه وزیر افراسیاب نامه‌ای از رستم جعل کرد و برای بانو گشسپ فرستاد که ای دختر چگونه جرئت کرده‌ای در کاری که به به مردان مربوط است دخالت کنی اگر باز نگردی تو را نخواهم بخشید و چنین بود که بانو گشسپ بازگشت.
نیز گفته شده‌است که بانو گشسپ خواستگاران بسیار داشت و کی کاووس پادشاه ایران و طوس و گیو از جمله خواستگاران او بودند ولی بانو گشسپ شرط کرده بود که فقط با کسی ازدواج خواهد کرد که بتواند در کشتی گرفتن او را شکست دهد اما از آن جا که هیچ‌کس نتوانست این شرط را به جا بیاورد بانو گشسپ سرانجام با خواست پدرش با گیو ازدواج کرد گرچه می‌گویند که او در شب اول ازدواجش دست و پای گیو را بسته و او را در گوشه‌ای از خانه انداخته بود.
بانو گشسپ به همراه خواهرش زرسپ بانو در جنگ هفت لشکر شرکت داشت. پس از این که بهمن، فرامرز را کشت و زال به کوه نزد سیمرغ رفت؛ گشسپ بانو به دنبال زال به کوه رفت.